# 特里·戴维斯 (篮球运动员)
特里·雷蒙德·戴维斯（英語：Terry Raymond Davis，1967年6月17日—），美国NBA联盟前职业篮球运动员。